# Steve Bren
Steve Bren (ur. 29 lipca 1960 w Newport Beach) – amerykański kierowca wyścigowy.

## Życiorys
Jest synem Donalda. W połowie lat 80. rywalizował Raltem w Formule Super V, zajmując trzecie miejsce w mistrzostwach USA w 1986 roku. Również w 1986 roku wystartował w American Racing Series. W 1988 roku zadebiutował w PPG CART IndyCar World Series w barwach zespołu BDR Racing. Wziął udział wówczas w dwóch wyścigach. W sezonie 1989 uczestniczył w IMSA GT Championship samochodami Porsche 962C i Toyota 88C. W roku 1990 wystartował w jednej eliminacji PPG CART IndyCar World Series w zespole Contadini. Po 1990 roku zakończył karierę i rozpoczął pracę jako deweloper.